# Rocznik pożoński
Rocznik pożoński, Annales Posonienses – jedyny zachowany wczesnośredniowieczny rocznik z terenu Węgier, obejmujący zapisy z lat 997-1203. Zachował się w kodeksie Praya, odnalezionym w 1770 roku przez jezuitę Györgya Praya.